# Koki Kido
Koki Kido (木戸 皓貴 Kido Koki?), född 28 juni 1995 i Kumamoto prefektur, är en japansk fotbollsspelare som spelar för Montedio Yamagata.

## Karriär
Kido började sin karriär 2018 i Avispa Fukuoka. Inför säsongen 2021 gick han till Montedio Yamagata.